# Robert Parr
Robert Ghormley Parr (Chicago, 22 settembre 1921 – Chapel Hill, 27 marzo 2017) è stato un chimico statunitense.
È considerato uno dei pionieri della chimica quantistica.

## Biografia
Studiò all'Università Brown a Providence diplomandosi magna cum laude nel 1942. Conseguì il Ph.D. in chimica fisica nel 1947 all'Università del Minnesota. Nel 1948 divenne assistente di chimica all'Università Carnegie Mellon di Pittsburgh, quindi nel 1962 professore di chimica alla Università Johns Hopkins dove fu anche direttore del dipartimento di chimica dal 1969 al 1972. Nel 1974 si trasferì all'Università della Carolina del Nord a Chapel Hill dove rimase per il resto della vita.

## Contributi
Assieme a Rudolph Pariser condusse ricerche su calcoli di interazione configurazionale e metodi semi-empirici per predire spettri e strutture elettroniche di idrocarburi insaturi. I risultati furono pubblicati nel 1953. Nello stesso anno analoghi risultati furono pubblicati anche da John Pople, per cui il metodo è noto come metodo Pariser–Parr–Pople. Verso la fine degli anni settanta iniziò a interessarsi della teoria del funzionale della densità (Density Functional Theory, DFT) rendendola in grado di fare previsioni qualitative e quantitative di chimica. Nel 1988 assieme a Chengteh Lee e Weitao Yang introdusse un nuovo metodo DFT che trovò ampia diffusione ed è ora noto come funzionale di correlazione LYP (Lee-Yang-Parr). In collaborazione con Ralph Pearson applicò i principi della DFT anche ai concetti di elettronegatività e alla teoria HSAB.
I risultati dei suoi studi sono documentati da circa 300 articoli su riviste specializzate. È inoltre autore delle seguenti monografie:
- (EN) R. G. Parr, The Quantum Theory of Molecular Electronic Structure, New York, Benjamin, 1963.
- (EN) B. Pullman e R. G. Parr (a cura di), The New World of Quantum Chemistry, Dordrecht, Reidel, 1976.
- (EN) R. G. Parr e W. Yang, Density-Functional Theory of Atoms and Molecules, New York, Oxford University Press, 1989.

## Riconoscimenti
Tra i più significativi riconoscimenti:
- 1967 - Membro fondatore dell'Accademia internazionale di scienze quantistiche molecolari (IAQMS dall'inglese International Academy of Quantum Molecular Science)[8]
- 1994 - Premio Irving Langmuir in chimica fisica dell'American Chemical Society
- 2004 - Premio dell'Accademia nazionale delle scienze (Stati Uniti d'America) per le scienze chimiche